# Resurrezione (Pericle Fazzini)
(Pericle Fazzini)
La Resurrezione è una scultura realizzata da Pericle Fazzini tra il 1970 e il 1975 e conservata nell'Aula Paolo VI di Città del Vaticano.

## Storia
La grande scultura, commissionata da papa Paolo VI nel 1965, all'indomani del Concilio Vaticano II, fu realizzata in cinque anni, dal 1970 al 1975, dallo scultore grottammarese per l'Aula Paolo VI, anche conosciuta come Aula Nervi dal nome del suo progettista, in Vaticano. Fu messa a disposizione dell'artista la chiesa di San Lorenzo in Piscibus per la realizzazione dell'opera. Il modello in polistirolo viene tagliato dall'artista a mezzo di speciali chiavi elettriche da lui stesso perfezionate. La statua è stata inaugurata il 28 settembre 1977 alla presenza dell'allora papa regnante Paolo VI, in occasione del suo ottantesimo genetliaco.
Dal 3 ottobre al 12 dicembre 2011 la statua è stata sottoposta ad un intervento di pulitura condotto dal professore Giuseppe Farina, artista calabrese, originario di Monterosso Calabro.
Nel 2013, in occasione della Pasqua, le Poste vaticane hanno dedicato alla scultura un francobollo da 0,85 €.

## Descrizione
La scultura si estende per una larghezza di 20 metri e si eleva su 7 metri di altezza, per 3 di profondità, occupando tutta la sezione centrale della parete fondale dell'aula. Al centro si trova il Cristo risorto che, svettante, si erge di fronte all'assemblea di fedeli, vittorioso sulla morte. I suoi lunghi capelli e la barba sono spostati da un vento che soffia da sinistra verso destra, le braccia sono aperte e il volto fa trasparire una sofferenza interiore e allo stesso tempo un sentimento di profonda serenità.
La figura del Redentore si distacca da un insieme di elementi naturali fusi fra di loro, come rocce, rami secchi e radici, nonché a pezzi di ossa e teschi, elementi disturbanti che riflettono il terrore della bomba atomica. Il riferimento è al giardino biblico del Getsemani, ultimo luogo delle preghiere del Cristo, ma anche al paesaggio mediterraneo delle Marche natali, alle quali lo scultore non cessa mai di rendere omaggio attraverso le sue opere. Il vento mistico che solleva il Salvatore e sconvolge il fondale illustra inoltre l'idea di una Resurrezione che ha luogo all'interno di un cratere lasciato dalla deflagrazione della bomba atomica. L'artista fa riferimento a questo evento apocalittico, memore delle recenti tragedie di Hiroshima e Nagasaki.